# Ветрен
Ве́трен (болг. Ветрен) — місто в Пазарджицькій області Болгарії. Входить до складу общини Септемврі.

## Населення
За даними перепису населення 2011 року у місті проживала 3221 особа.
Національний склад населення міста:
| Національність   | Кількість осіб | Відсоток |
| ---------------- | -------------- | -------- |
| болгари          | 2654           | 94,5%    |
| цигани           | 135            | 4,8%     |
| турки            | 3              | 0,1%     |
| інша             | 8              | 0,3%     |
| не визначились   | 9              | 0,3%     |
| Всього відповіли | 2809           |          |

Розподіл населення за віком у 2011 році:
Динаміка населення: